# Pietrowskij park
Pietrowskij park (ros. Петровский парк) – stacja linii Bolszej Kolcewej metra moskiewskiego, znajdująca się w północnym okręgu administracyjnym Moskwy w rejonie Aeroport (Аэропорт). Otwarcie miało miejsce 26 lutego 2018 roku.
Stacja trójnawowa typu płytkiego kolumnowego z peronem wyspowym położona jest na głębokości 25 metrów. Stacja umożliwia przesiadkę na stację Dinamo linii Zamoskworieckiej.